# Mjuksjön
Mjuksjön är en sjö i Hudiksvalls kommun i Hälsingland och ingår i Delångersåns huvudavrinningsområde. Sjön är 2,7 meter djup, har en yta på 0,01 kvadratkilometer och befinner sig 165 meter över havet.